# 司马遵之
司马遵之（？—407年8月19日），河内郡温县（今河南省焦作市温县）人，追尊晋宣帝司马懿后裔，太宰、录尚书事、汝南文成王司马亮五世孙，散骑常侍、汝南王司马羲之子，东晋宗室。

## 生平
司马遵之在父亲司马羲死后被册立为汝南王。义熙二年（406年），梁州刺史刘稚谋反，推司马遵之为主君，事情泄露，司马遵之于义熙三年七月戊戌朔（407年8月19日）被处死，他弟弟司马楷之的儿子司马莲扶被册立为汝南王。